# Берегова зона

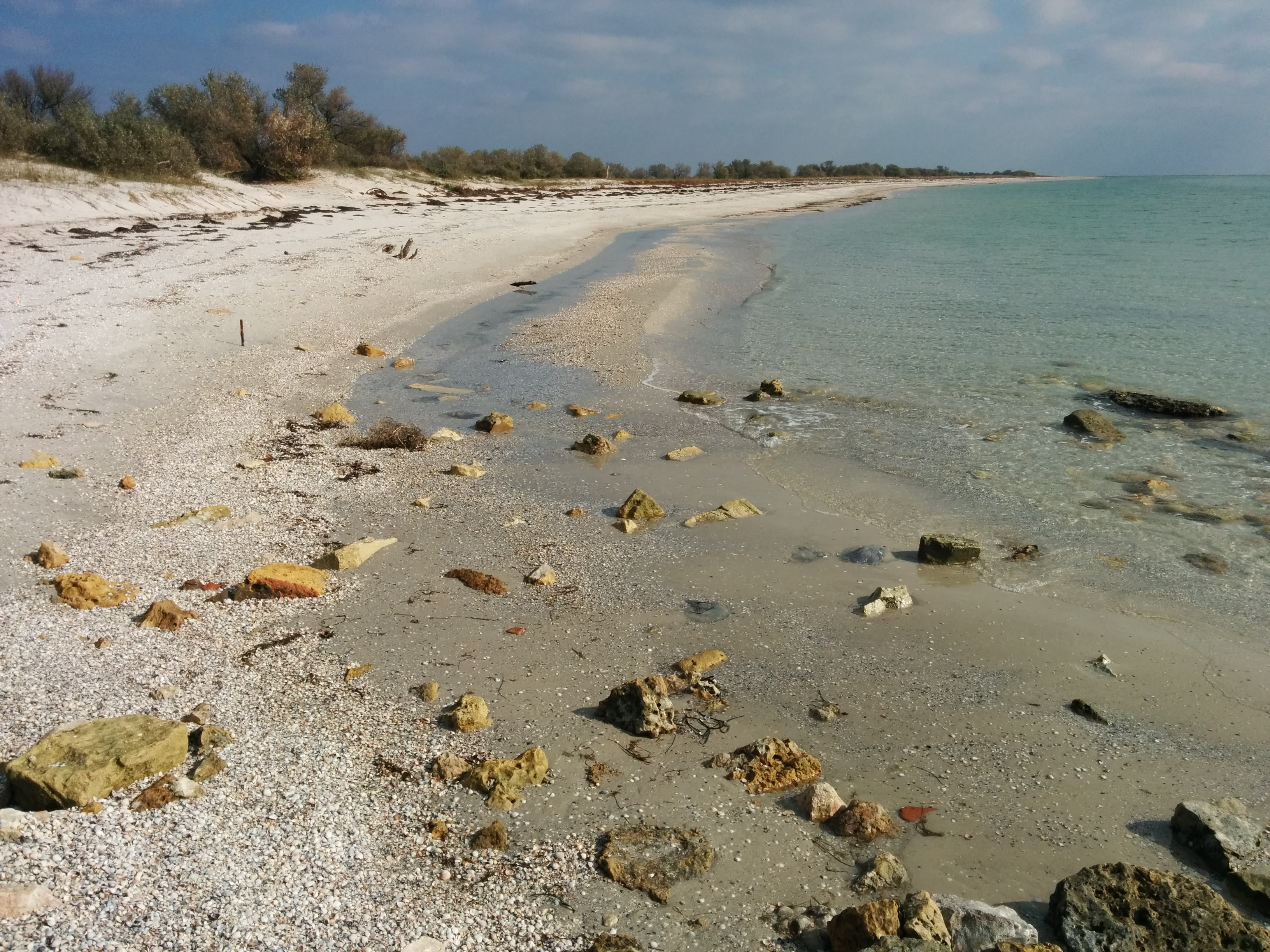
Берег Чорного моря

Берегова зона ― частина суходолу та частини водойми, де формується берегова лінія.  
Берегова лінія складається з 3-х геоморфологічних елементів: берега, підводного схилу та пляжу.
- Берег — це смуга суші, на якій є форми рельєфу та накопичення наносів, створені морем при його сучасному середньобагаторічному рівні;
- Підводний схил — це частина берега, яка лежить нижче рівня моря, в його межах профіль дна, накопичення наносів і формування мезорельєфу відбувалося при сучасному середньобагаторічному рівні моря. Між берегом і підводним схилом виділяють прибійну зону;
- Пляж — це елементарна акумулятивна форма прибережно-морського генезису, створена в зоні дії прибійній потоку.[2][3]

У припливних морях і при згінно-нагінних коливаннях рівня моря прибійна смуга мігрує по обмілинах берегу в залежності від зміни рівня води, рельєфу підводного схилу та ухилу поверхні прилеглої суші. 
Берегова зона має 3-х мірну будову:
- Довжина — визначається її положенням між максимальною лінією заплеску прибійного потоку і глибиною, з якої починається вплив хвилі на дно.
- Ширина — відповідає протяжності берегової лінії.
- Глибина — визначається шаром хвильової переробки. У бік суші та моря відбувається зменшення потужності берегової зони.[3][5]